# Olvido Misidjan
Olvido Misidjan (Paramaribo, 15 januari 1991) is een Surinaams voormalig voetballer die speelde als middenvelder.

## Carrière
Misidjan begon zijn carrière in 2011 bij SV Leo Victor en speelde drie seizoenen bij hen en won de beker in 2013/14. Hij speelde daarna vier en een half seizoen bij SV Notch. Hij sloot zijn carrière in 2019 af bij SV Broki.
Hij speelde tussen 2011 en 2015 drie interlands voor Suriname. Hij was ook jeugdinternational voor Suriname.

## Erelijst
- Surinaamse voetbalbeker: 2013/14